# Mocis cauninda
Mocis cauninda là một loài bướm đêm trong họ Erebidae.